# Buurkerk

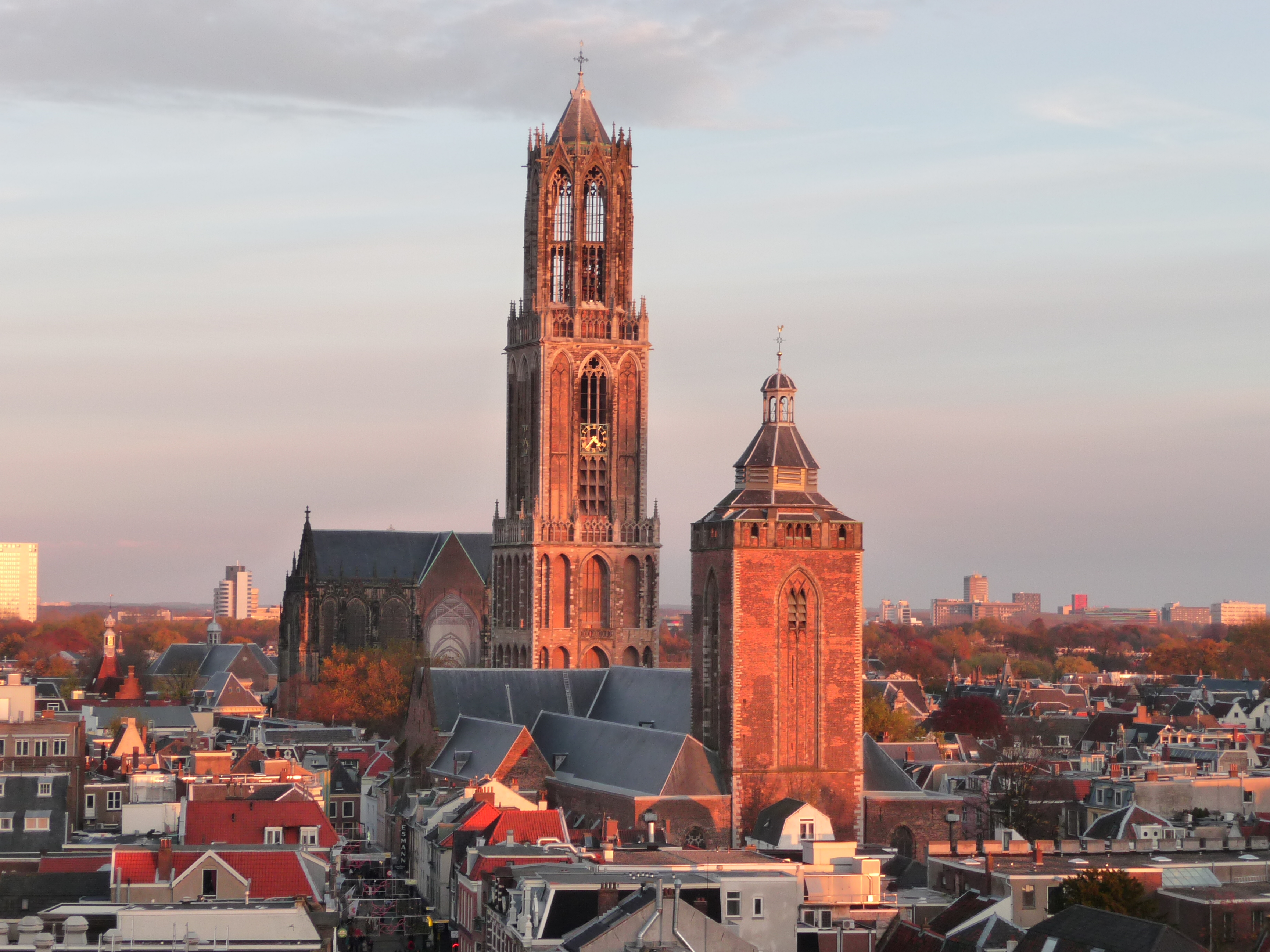
Vorne die Buurkerk, dahinter der Dom

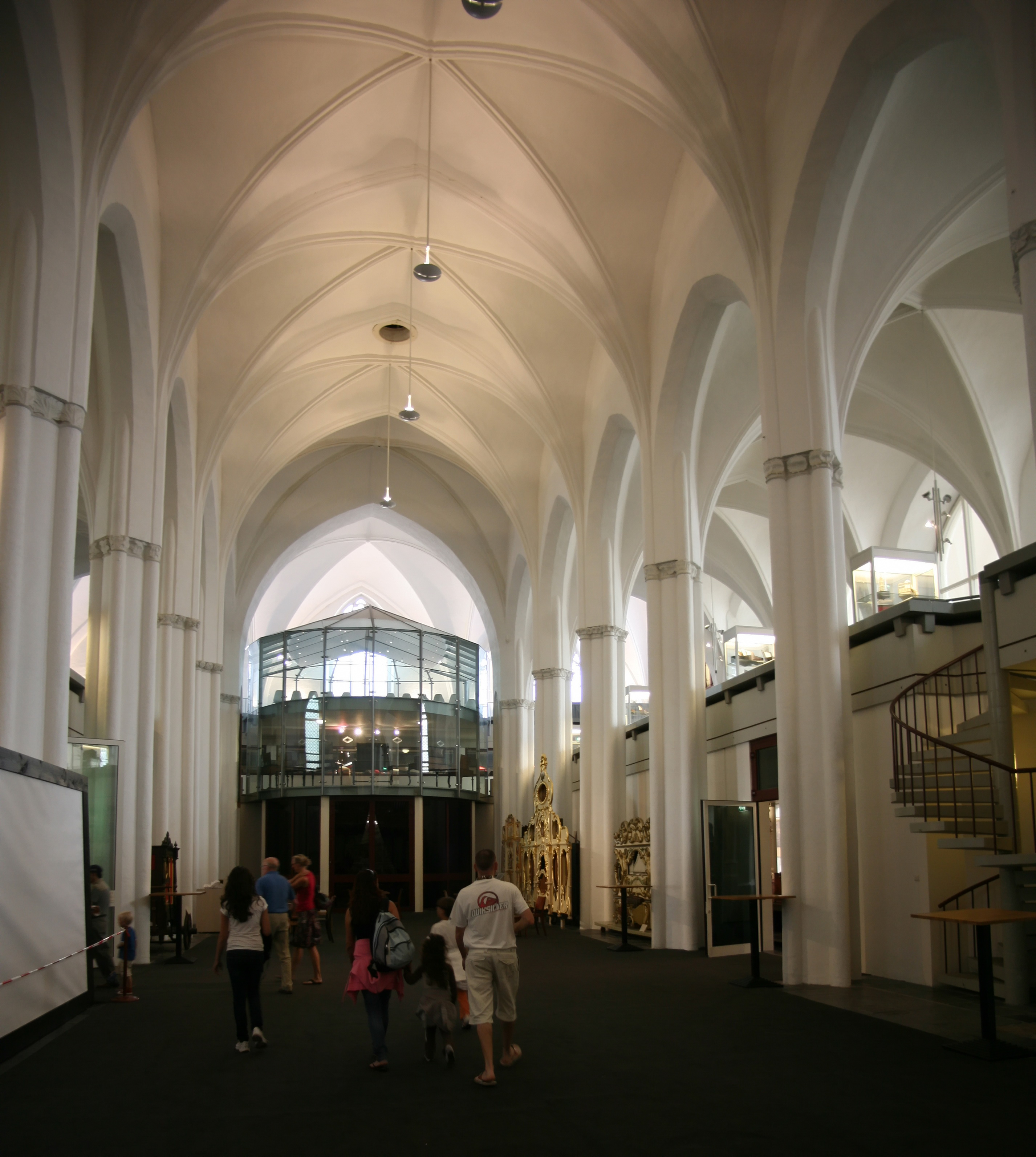
Innenansicht

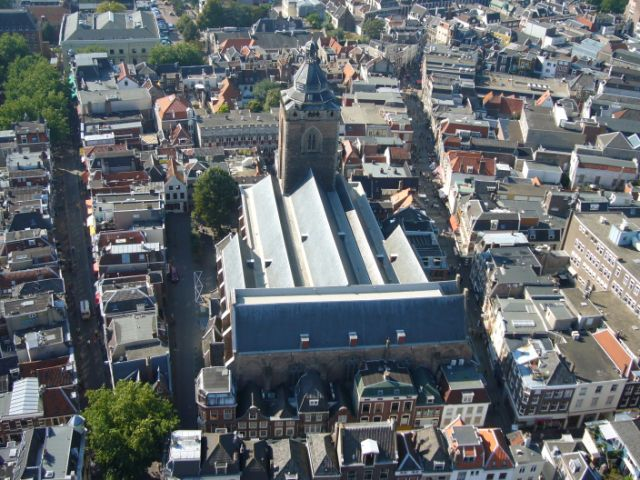
Ansicht der Buurkerk vom Domturm

Die Buurkerk ist eine ehemalige Kirche in der niederländischen Stadt Utrecht. Sie war die älteste der vier mittelalterlichen Pfarrkirchen der Stadt (die anderen drei waren die Nicolaïkerk, die Jacobikerk und die Geertekerk) und war Maria gewidmet. Zur Unterscheidung von der Stiftskirche, die ebenfalls Maria gewidmet war, wurde sie offiziell Maria Minor genannt. Heute beherbergt das Gebäude das Spieluhren-Museum (Museum Speelklok). Die Buurkerk ist seit jeher weitgehend in die umliegenden Häuser eingebaut und nur von wenigen Stellen aus zu sehen.

## Geschichte

### Entstehung
Die Buurkerk entstand wahrscheinlich im 10. Jahrhundert im Handelsviertel Stathe zwischen der Oudegracht und der Zadelstraat, sie wird 1131 erstmals urkundlich erwähnt. Jahrhundertelang blieb dieses Viertel das soziale und wirtschaftliche Zentrum der Stadt und die Buurkerk spielte eine wichtige Rolle im Stadtleben. Viele Zünfte hatten hier ihren Altar und der Stadtrat hatte seine eigene Kapelle. Neben den geweihten Kirchenglocken befanden sich im Turm der Buurkerk zwei nicht geweihte Stadtglocken: die Bankglocke, die zu allen möglichen öffentlichen Anlässen geläutet wurde, wie etwa zur Bekanntgabe von Ratsbeschlüssen und zur Verkündung von Urteilen, und die Wachglocke, die anzeigte, wann die Stadttore geöffnet und geschlossen werden mussten.

### Baugeschichte
Die Kirche wurde mehrmals durch Feuer zerstört: 1131, 1173, 1253 und 1279. Nach dem letzten Brand wurde ein neues Kirchengebäude errichtet. Es war eine frühgotische Basilika mit kreuzförmigem Grundriss, deren charakteristischer Turm noch erhalten ist. Dieser Turm wurde um 1370 begonnen. Ursprünglich sollte er höher sein und wie der Domturm mit einer achteckigen Laterne abgeschlossen werden, doch diese Pläne wurden nie realisiert. Stattdessen wurde ein provisorischer Abschluss errichtet, der immer noch vorhanden ist. Der Turm der Buurkerk hat eine Höhe von 55 Metern und stammt aus dem Jahr 1388.
Die Kirche erwies sich jedoch bald als zu eng für die zunehmende Bevölkerungszahl. Zwischen 1434 und 1456 wurde die Basilika eingreifend zu einer dreischiffigen Hallenkirche umgebaut. Als erster Architekt wurde Willem van Boelre berufen, der in den zehn Jahren zuvor den Umbau der Jacobikirche durchgeführt hatte und den Bau des Utrechter Doms koordinieren sollte. Von 1456 bis 1499 wurde der Innenraum durch den Bau einer Kirchenorgel und eines kupfernen Lettners verschönert. In unmittelbarer Nähe der Kirche entstand um 1460 der 3. Buurkerksteeg, eine Gasse, die vom Haus Zoudenbalch zur Buurkerk führte.
Zwischen 1500 und 1520 erhielt die Buurkerk einen neuen dreischiffigen Chor und ein zweites südliches Seitenschiff, woraufhin 1540 das zweite nördliche Seitenschiff fertiggestellt wurde. Damit wurde das Kirchenschiff teilweise fünfschiffig. Die letzte Bauphase wurde um 1553 mit dem Bau einer neuen Sakristei mit Wendeltreppe abgeschlossen. Die Finanzierung der Umbauten zwischen 1434 und 1553 wurde von den Gemeindemitgliedern der Buurkerk selbst getragen.
Die Buurkerk war die größte und reichste Pfarrkirche in Utrecht. Im Jahr 1569 hatte die Buurkerk etwa 8.000 Gemeindemitglieder bei einer Stadtbevölkerung von etwa 30.000.

### Schwester Bertken
1457 ließ Berta Jacobsdochter, bekannt als Suster Bertken (um 1426–1514), in der Buurkerk eine Einsiedelei errichten, in der sie 57 Jahre lang bis zu ihrem Tod im Alter von 87 Jahren als Einsiedlerin lebte, danach wurde sie in ihrer Zelle begraben. Bekannt blieb sie auch dank ihrer Schriften: Poesie und Prosa. Ein Gedenkstein in der Choorstraat, an der Stelle, an der sich ihre Zelle befand, erinnert daran.

## Spätere Ereignisse

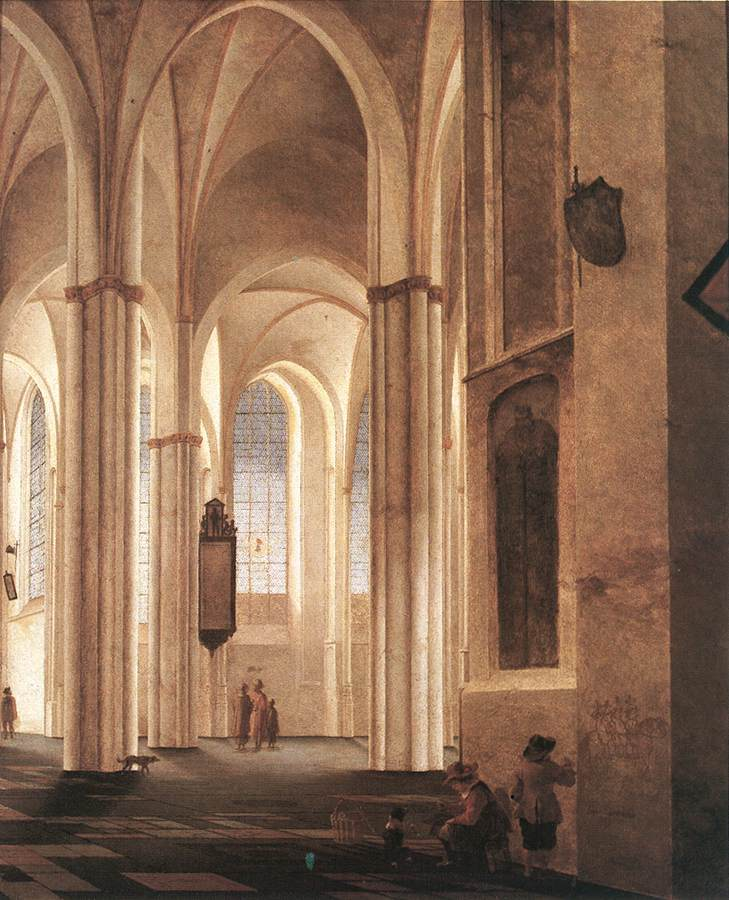
Die Buurkerk in Utrecht gemalt von Pieter Jansz. Saenredam. 1644. Öl auf Eichenholztafel

Während der Belagerung von Schloss Vredenburg durch die Stadtbevölkerung im Jahr 1577 wurden Kanonen auf dem Turm der Buurkerk aufgestellt. In den Jahren 1566 und 1579 wurde die Kirche durch den Bildersturm verwüstet, danach wurde sie den Protestanten zugesprochen.
Im Jahr 1586 wurde beschlossen, den gesamten Chor abzureißen, da er ein Hindernis für den Verkehr darstellte, der jahrelang direkt durch den Chor führte. An der Stelle des Chores wurde dann die Choorstraat eingerichtet. Der Grundriss des ehemaligen Chors war in der Pflasterung der Choorstraat zu sehen. Während der Neupflasterung im November 2016 wurde diese Sichtbarkeit nicht wiederhergestellt.
Während des Sommersturms von 1674, bei dem das Kirchenschiff des Doms einstürzte, wurde auch das große mittelalterliche Satteldach des Kirchenschiffs der Buurkerk zerstört und durch drei niedrigere ersetzt.
Nachdem die Kirche während der französischen Besetzung 1672 teilweise als Haferlager gedient hatte, wurde sie während der nächsten französischen Besetzung 1795 als Heulager, Feldbäckerei und Stall genutzt.
Aufgrund der rückläufigen Zahl der Kirchgänger in der kirchenreichen Innenstadt von Utrecht wurde die Buurkerk 1975 außer Dienst gestellt. Nach einer gründlichen Restaurierung wurde sie 1984 als Museum Speelklok für die Spieluhr bis zur Straßenorgel in Betrieb genommen. Durch die Einbindung der verschiedenen Museumsräume ging die Raumwirkung in der Kirche weitgehend verloren. Die Einbauten wurden jedoch so errichtet, dass sie das Kirchengebäude nicht beeinträchtigen und bei Bedarf wieder entfernt werden können.

## Glocken

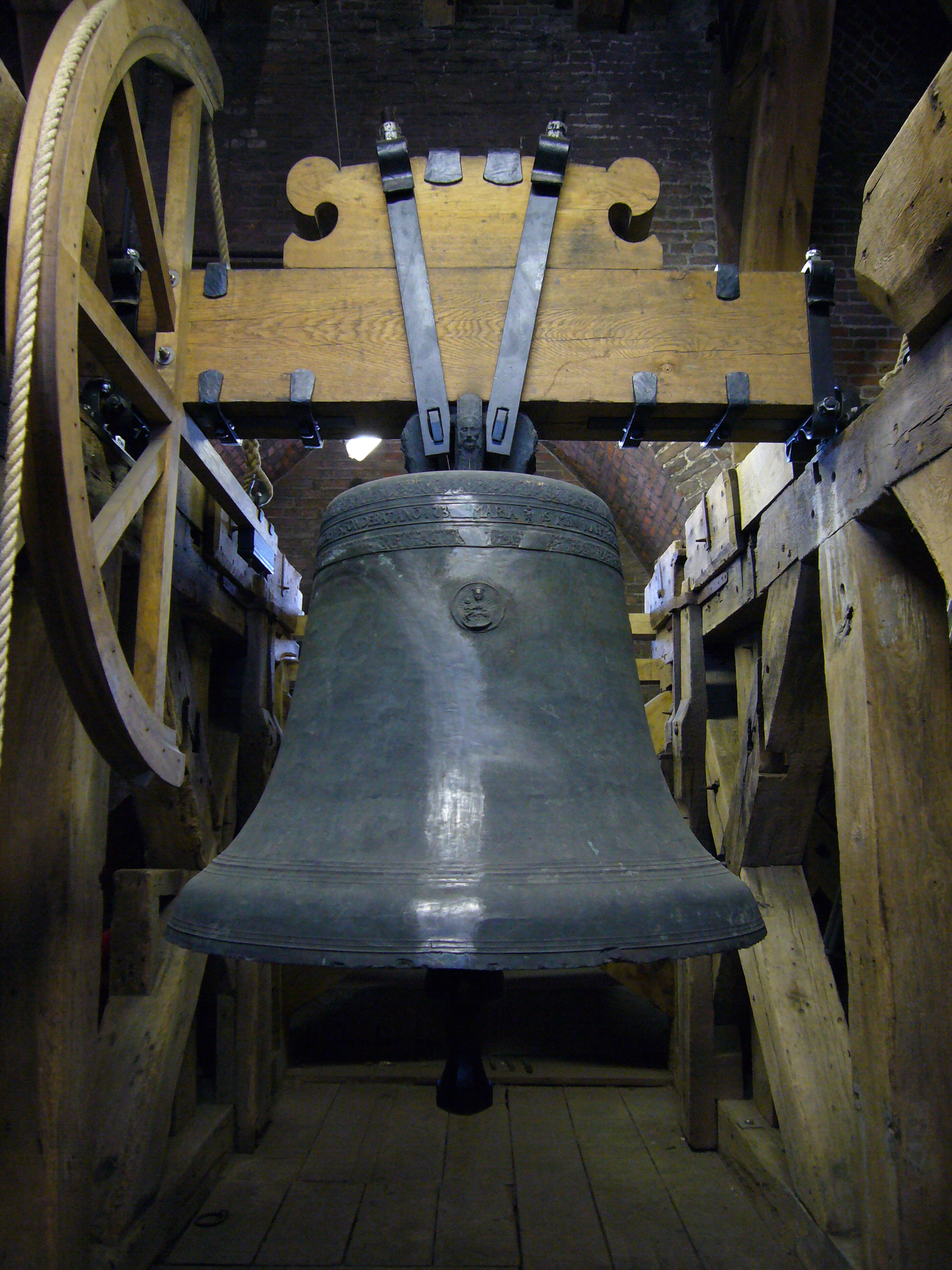
Die große Mariaglocke von Jan Tolhuys aus dem Jahr 1534

Dank der Bemühungen der Stichting Luidklokkenfonds der Stadt Utrecht, bestehend aus Mitgliedern der Utrechts Klokkenluidersgilde, hat der Turm der Buurkerk wieder ein besonderes Geläut. Zwei der Glocken sind Stadtglocken. Die altehrwürdige Bankglocke im Turm stammt aus dem Jahr 1471 und wurde von Steven Butendiic gegossen. Sie hat einen Durchmesser von 165,5 cm und wiegt 2.600 kg. Die Wachglocke stammt aus dem Jahr 1541 und wurde von Jan Tolhuys hergestellt. Außerdem hängen sechs Kirchenglocken im Turm. Die größten vier sind die (große) Maria von 1534 von Jan Tolhuys, der Andreas von 1556 von Jan Tolhuys, die (kleine) Maria von 1559 von Antonis van der Borch und die Bertken von 2004 von Petit & Fritsen. Im Jahr 2018 wurden auf Initiative der Gemeinschaft Jugendläuten der Utrechts Klokkenluidersgilde zwei kleinere Glocken in das Geläut aufgenommen, die Poncianus & Agnes und die Catharina-Amalia.
Stadtglocken
| Name     | Schlagton | Durchmesser (cm) | Gewicht (kg) | Gießer           | Gussjahr |
| -------- | --------- | ---------------- | ------------ | ---------------- | -------- |
| Banklok  | bes0      | 165,5            | 2600         | Steven Butendiic | 1471     |
| Waakklok | a1        | 90,5             | 450          | Jan Tolhuys      | 1541     |

Kirchenglocken
| Name              | Schlagton | Durchmesser (cm) | Gewicht (kg) | Gießer                | Gussjahr |
| ----------------- | --------- | ---------------- | ------------ | --------------------- | -------- |
| Grote Maria       | cis1      | 152              | 2200         | Jan Tolhuys           | 1534     |
| Kleine Maria      | dis1      | 127              | 1300         | Antonis van der Borch | 1559     |
| Andreas           | eis1      | 120              | 1150         | Jan Tolhuys           | 1556     |
| Bertken           | gis1      | 101              | 641          | Petit & Fritsen       | 2004     |
| Poncianus & Agnes | c2        | 74               | 260          | Simon Laudy           | 2018     |
| Catharina-Amalia  | des2      | 69               | 207          | Simon Laudy           | 2018     |

## Varia
- Viele bekannte Utrechter sind in der Buurkerk begraben, wie die Maler des 17. Jahrhunderts Joachim Wtewael, Paulus Moreelse, Hendrick ter Brugghen, Dirck van Baburen, Jan Both und Herman Saftleven. Ihre Gräber sind jedoch nicht gefunden worden.
- Ebenfalls in der Buurkerk begraben ist der Landschaftsmaler Dirk van der Burg aus dem 18. Jahrhundert. Er ist im Familiengrab beigesetzt.
- Außerdem wurden dort auch die Uhrmacher Egbert Jans van Leeuwarden und Simon Lachez begraben.
- In der Kirche erinnern noch einige Wandmalereien aus dem 15. und 16. Jahrhundert an ihre frühere Funktion.
- Die heutige Orgel wurde von Johan Frederik Witte gebaut und 1883 eingeweiht. Sie hat 40 Register auf drei Manualen und Pedal und wurde im Jahr 1984 erweitert und restauriert.[5]
- Im Januar 1962 wurden hier die Opfer der Harmelen-Bahnkatastrophe aufgebahrt.